# Rejon wyszogrodzki
Rejon wyszogrodzki – jednostka administracyjna w składzie obwodu kijowskiego Ukrainy.
Powstał w 2020 r. Według danych z 2021 roku liczy 131 957 mieszkańców. Siedzibą władz rejonu jest Wyszogród.